# Super Live in Japan
Super Live in Japan is een dvd van Queen en Paul Rodgers. De dvd bevat een concert van de twee overgebleven leden van Queen (gitarist Brian May en drummer Roger Taylor) met Paul Rodgers (van onder andere Free en Bad Company) als leadzanger.
De dvd is opgenomen in de Saitama Super Arena op 27 oktober 2005 en is uitgegeven op 28 april 2006.
Op de tracklist staan zowel Queennummers als nummers van Paul Rodgers.

## Tracklist
1. Reaching Out*
2. Tie Your Mother Down*
3. Fat Bottomed Girls*
4. Another One Bites the Dust*
5. Fire and Water* (van Rodgers' vroegere band Free)
6. Crazy Little Thing Called Love*
7. Say It's Not True
8. '39
9. Love of My Life
10. Teo Torriatte (Let Us Cling Together)*
11. Hammer to Fall
12. Feel Like Makin' Love (van Rodgers' vroegere band Bad Company)
13. Let There Be Drums (drum solo)
14. I'm in Love with My Car
15. Gitaar solo
16. Last Horizon (van Mays solocarrière)
17. These Are the Days of Our Lives*
18. Radio Ga Ga*
19. Can't Get Enough* (van Rodgers' vroegere band Bad Company)
20. A Kind of Magic
21. Wishing Well (van Rodgers' vroegere band Free)
22. I Want It All
23. Bohemian Rhapsody

Toegift:
1. I Was Born to Love You*
2. The Show Must Go On
3. All Right Now* (van Rodgers' vroegere band Free)
4. We Will Rock You*
5. We Are The Champions*
6. God Save the Queen*

Tracks met een sterretje erachter (*) zijn opgenomen op de bonus-dvd voor het nieuwe album van Queen+Paul Rodgers, The Cosmos Rocks.

## Disk 2
Op disk 2 staat een documentaire over Queen+Paul Rodgers, opgenomen in Boedapest.